# Cressida Bonas
Cressida Curzon Bonas (Winchester; 18 de febrero de 1989) es una  actriz y modelo inglesa. Es la hija menor de Lady Mary-Gaye Curzon y el empresario Jeffrey Bonas, y nieta de Edward Curzon, 6.º conde Howe.

## Primeros años
Cressida Curzon Bonas nació en Winchester, Inglaterra, la hija de la "It girl" de los 1960s, Mary-Gaye Curzon, nieta de Edward Curzon (6.º conde de Howe), y su cuarto esposo, el empresario Jeffrey Bonas. La familia Bonas, quienes fueron una vez proveedores de comida y carniceros, también poseían fábricas textiles en Castle Gresley y Burton-on-Trent bajo la compañía de nombre "Bonas Brothers"; la cual cesó su actividad en los 1980s, habiendo producido, como último producto, elástico para las medias de las mujeres.
Tiene siete medio-hermanos: tres medio-hermanos por parte de padre del primer matrimonio de este; una medio-hermana del primer matrimonio de su madre; y dos medio-hermanas maternas y un medio-hermano del segundo matrimonio de su madre, incluyendo a la actriz Isabella Calthorpe.
Bonas tuvo una beca de deporte en Prior Park College en Bath, Somerset, y completó su educación en Stowe School. Luego estudió danza en la Universidad de Leeds graduándose, antes de seguir sus estudios de danza en Trinity Laban Conservatoire en Greenwich.

## Carrera

### Actuación
Mientras estaba en el colegio, Bonas encarnó los papeles de la ama de casa Mrs. Swabb en Habeas Corpus de Alan Bennett; Miss Julie en la obra homónima, y Laura en The Glass Menagerie de Tennessee Williams.
Bonas hizo su primera aparición en la pantalla en 2009 con un pequeño papel en la serie de televisión, Trinity. Su debut en el teatro ocurrió en 2014 en el Hay Festival con la obra There's a Monster in the Lake. La obra también fue interpretada en el Vault Festival en enero de 2015. En mayo y junio de 2015 Bonas encarnó a Laura en el monólogo, An Evening with Lucian Freud, de Laura-Jane Foley, en el Leicester Square Theatre. Jane Shilling de The Daily Telegraph la alabó por "el encanto y la energía en la interpretación de Bonas". En diciembre de 2016 y enero de 2017 Cressida Bonas obtuvo el papel de la protagonista, Daisy Buchanan, en el musical Gatsby, en el Leicester Square Theatre, basado en la novela de The Great Gatsby de F. Scott Fitzgerald.

### Modelaje
Bonas fue fotografiada por Mario Testino para Vanity Fair después de ser incluida en la "Lista internacional de la gente mejor vestida" en 2014. En enero de 2015, después de modelar para la marca británica, Burberry, se anunció que Bonas sería la protagonista de la campaña de 2015 de la compañía Mulberry. Su trabajo para la marca incluyó un anuncio de dos minutos y medio lanzado en marzo de ese año con la participación del actor Freddie Fox y dirigido por Ivana Bobic.

## Vida personal
A Bonas se la ha bautizado como una "It girl".
Bonas conoció al Príncipe Enrique a través de la princesa Eugenia de York quien los presentó en mayo de 2012. El 30 de abril de 2014 se anunció que la pareja se había separado amigablemente. En mayo de 2018, fue invitada a la boda real entre Enrique de Sussex y Meghan Markle y en octubre de ese mismo año a la boda real entre Eugenia de York y Jack Brooksbank.
Se comprometió con Harry Wentworth-Stanley en agosto de 2019. La boda tuvo lugar en julio de 2020 en Cowdray Park, Sussex. Debido al COVID-19, tan solo hubo 30 invitados. En julio de 2022 se hizo público que estaba esperando su primer hijo. Su hijo Wilbur nació en noviembre de 2022 a través de fecundación in vitro. En enero de 2025 hizo público su segundo embarazo. Su hija Delphine Pandora, nació en junio de 2025. Su segundo nombre es en honor a la hermana fallecida de Bonas.